# Wilfrid Morin
Pour les articles homonymes, voir Morin.
Wilfrid Morin né à Valleyfield (1er novembre 1900 - 30 mai 1941) était un prêtre, écrivain et militant indépendantiste québécois.

## Biographie
Prêtre catholique, pourvu d’une licence en théologie du Grand Séminaire de l’Université de Montréal, où il est ordonné prêtre le 11 juin 1927. Docteur en sciences économiques et sociales, licencié en droit international; diplôme obtenu "magna cum laude" à l'Institut catholique de Paris, sa thèse de doctorat s'intitule  Le droit de la nationalité canadienne française et est commentée par les pères de la Compagnie de Jésus . Philosophe, historien et essayiste indépendantiste, ses disciples seront les fondateurs de l’Alliance laurentienne. Il a fait deux séjours en France, entre 1934 et 1939,,. Il s'est rendu aussi en Terre Sainte et en Égypte; à son retour il devient Professeur au Collège de l'Assomption, au Collège André-Grasset et au Collège Jean-de-Brébeuf. Quelques mois avant sa mort, il avait été nommé aumônier chapelain à l’Hospice de St-Henri. Il se mouvait aussi dans l’univers de la radiophonie à Radio-Canada, où il a été chroniqueur à l'émission culturelle "S.V.P",.
Il est décédé dans un accident de voiture, alors qu'il était au volant. Prenaient aussi place dans l'automobile le pianiste et critique musical Léo-Pol Morin, le journaliste-vedette Louis Francoeur, l'annonceur Fernand Leclerc et le chimiste et professeur à l'École Polytechnique de Montréal, Louis Bourgoin. Tous, sauf Louis Bourgoin, ont perdu la vie dans l'accident .

## Citations
« Une âme Française ne peut jamais désespérer. Nous deviendrons politiquement indépendants, c’est notre plus intime conviction. À l’exécution de ce vaste monument, nous donnerons le sang de notre cœur et tout le courage de nos tenaces énergies. Et s’il fallait mourir à la tâche, nous userions jusqu’au bout notre intelligence et nos forces dans l’espérance de voir se réaliser sur des bases solides l’avenir de notre Québec catholique et français. »
« La langue Française demeure pour tous les Canadiens l’héritage le plus sacré. Cesser de la parler, c’est trahir. C’est se condamner. Nul ne saurait le faire sans se clouer au pilori du mépris public. Bref, l’âme d’un Canadien se cache sous le verbe de la France comme dans un tabernacle sacré, intangible. »
« Nous nous sommes perpétués comme race, nous avons conservé intégrale notre religion catholique, parce que, sans trêve et sans merci, frappant d’estoc et de taille, nous avons combattu pour garder pure et belle, toute vibrante de sons et d’enthousiasmes, Sa Majesté la langue Française! »

## Publications
- 1960 - L'indépendance du Québec. Le Québec aux Québécois! (réédition de l'ouvrage de 1938 par l'Alliance laurentienne)[11],[12]
- 1943 - ( Publication posthume)Nos droits minoritaires : les minorités françaises au Canada[13], commenté et critiqué dans la revue chrétienne: Revue dominicaine[14]
- 1938 - Nos droits à l'indépendance politique, préface du T.R.P. Yves de la Brière. Avenir du Canada français. Indépendance du Québec. Paris : Guillemot et de Lamothe. La même année le prix de la langue française lui est décerné par l'Académie française [15]
- 1936 - La propriété privée : droit réel, droit limité : d'après Saint-Thomas et les encycliques de Léon XIII et de Pie XI, cet écrit lui valut en 1935 le prix David[16],[17]

En 1960, peu de documents existaient concernant l'indépendance du Québec. On connaissait La Revue socialiste, lancée par Raoul Roy. La revue Laurentie, de Raymond Barbeau et le livre : L'Indépendance du Québec, de Wilfrid Morin, ainsi que quelques autres ouvrages.
Les disciples de l’abbé Wilfrid Morin ainsi que Raymond Barbeau fondèrent l’Alliance laurentienne le 25 janvier 1957.

## Sources
- L'avenir du Canada français. Nos droits à l'indépendance politique, 1938
- L'indépendance du Québec. Le Québec aux Québécois!, 1960 (réédition de l'ouvrage de 1938 par l'Alliance laurentienne).
- Nos droits minoritaires : les minorités françaises au Canada, 1943
- La propriété privée : droit réel, droit limité : d'après Saint-Thomas et les encycliques de Léon XIII et de Pie XI. 1936
- Histoire intellectuelle de l'indépendantisme québécois. Tome 1. 1834-1968, Robert Comeau, Charles-Philippe Courtois et Denis Monière.
- FONDATION LIONEL-GROULX : Bibliothèque, Lionel-Groulx[18] :
- Chronique de nécrologie : l'abbé Wilfrid Morin, 1941
- La Bibliothèque indépendantiste[19] :